# Zum großen Licht im Norden
Zum großen Licht im Norden (russisch Великий Свет Севера, wiss. Transliteration Velikij Svet Severa) ist eine deutsch-russische Freimaurerloge, die am 16. Januar 1922 von russischsprachigen Brüdern in Berlin gegründet wurde.

## Geschichte
Trotz des Verbots der Freimaurerei in Russland während der Zarenzeit versuchten deutsche Freimaurer dort eine Loge zu etablieren: 1918 ist es dem deutschen Generalkonsul in Sankt-Petersburg J. Gehrmann gelungen, einen freimaurerischen Zirkel aufzubauen. In Sankt Petersburg fand im Sommer 1918 im Hotel Angleterre eine Versammlung statt. Im September 1918 entstanden im Zirkel zwei Abteilungen, eine deutsche und eine russische. Vorsitzender für die deutsche Abteilung war J. Gehrmann, für die russische Abteilung war es A.P. Weretennikow. Der Zirkel wurde im Jahre 1919 von der bolschewistischen Regierung verboten. Daraus erwuchs die Notwendigkeit für die Gründung einer deutsch-russischen Loge im Ausland.
Die Brüder haben sich in Berlin wieder getroffen. Dort fanden im Jahre 1920 in der Emserstraße Versammlungen unter dem Namen "Vereinigung russischer Freimaurer" statt, die von den Brüdern Gehrmann und Weretennikow geleitet wurden. Außerdem wurden russische Exilanten in deutschen Logen der Freimaurer aufgenommen, darunter auch in der Johannisloge Zu den Drei Lilien, Tochterloge der Großen National-Mutterloge "Zu den drei Weltkugeln". Am 16. Januar 1922 wurde in Berlin eine russische Loge unter dem Namen „Zum großen Licht im Norden“ (Zu den drei Weltkugeln|GNML 3WK) gegründet. Bis zur Schließung dieser Loge im Jahre 1933 wurden mehr als 100 Brüder aufgenommen, darunter Diplomaten, Geschäftsleute, Bankiers und Freiberufler.
Am 15. Juni 2013 wurde die Loge unter dem Dach der Großloge der Alten Freien und Angenommenen Maurer von Deutschland (AFAM) wiederbelebt. Zurzeit arbeitet sie nach dem Ritual der AFAM in deutscher und russischer Sprache.

## Logenzeichen
Als Symbol für das Logenzeichen (Bijou) wurde ein achtsitziges Kreuz mit blauer Emaillierung gewählt. In der Kreuzmitte liegt eine runde Platte mit roter Umrandung und sieben goldenen Sternen auf. Im Zentrum befindet sich ein weißes Feld, auf das Sonnenstrahlen vom hellblauen Himmel leuchten. Auf der anderen Seite des Zeichens sollte das Datum der Logengründung eingraviert sein: 16.01.1922. Das Band soll 4 cm breit sein mit einem blauen Streifen in der Mitte und weiß-rot-weißen Streifen an den Rändern des Bandes.
Für das Logensiegel gab es zwei Varianten: eine in russischer Sprache und ein in deutscher Sprache; die heutige Loge hat nur die deutsche Variante. Das Siegel soll auch als Wappen der Loge dienen.

## Berühmte Logenmitglieder
- Gehrmann, Julius, deutscher Generalkonsul in Russland;
- Lukasch I.S., Journalist, Schriftsteller;
- Midilew, Petr, Generalmajor, Politiker, Großmeister der Großloge von Bulgarien;
- Sokolow P.A., Schriftsteller;
- Sokolow-Kretschetow S.A., Dichter, Herausgeber;
- Weretennikow A.P., Generalmajor, Militäringenieur, Staatsmann

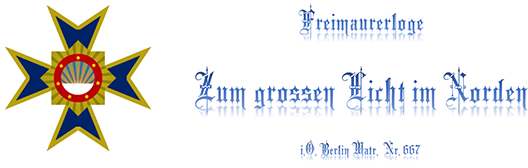
Logenbriefkopf
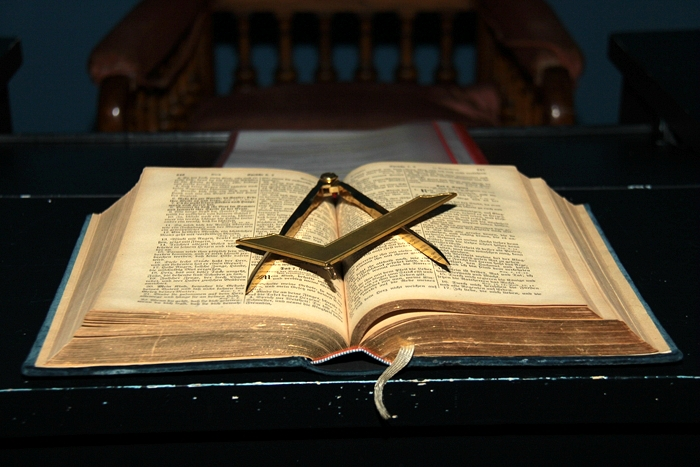
Historische Bibel von der Loge Zum großen Licht im Norden
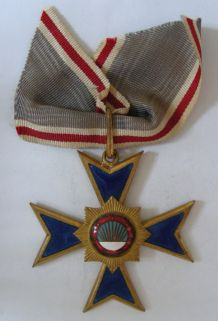
Logenbijou von 1922
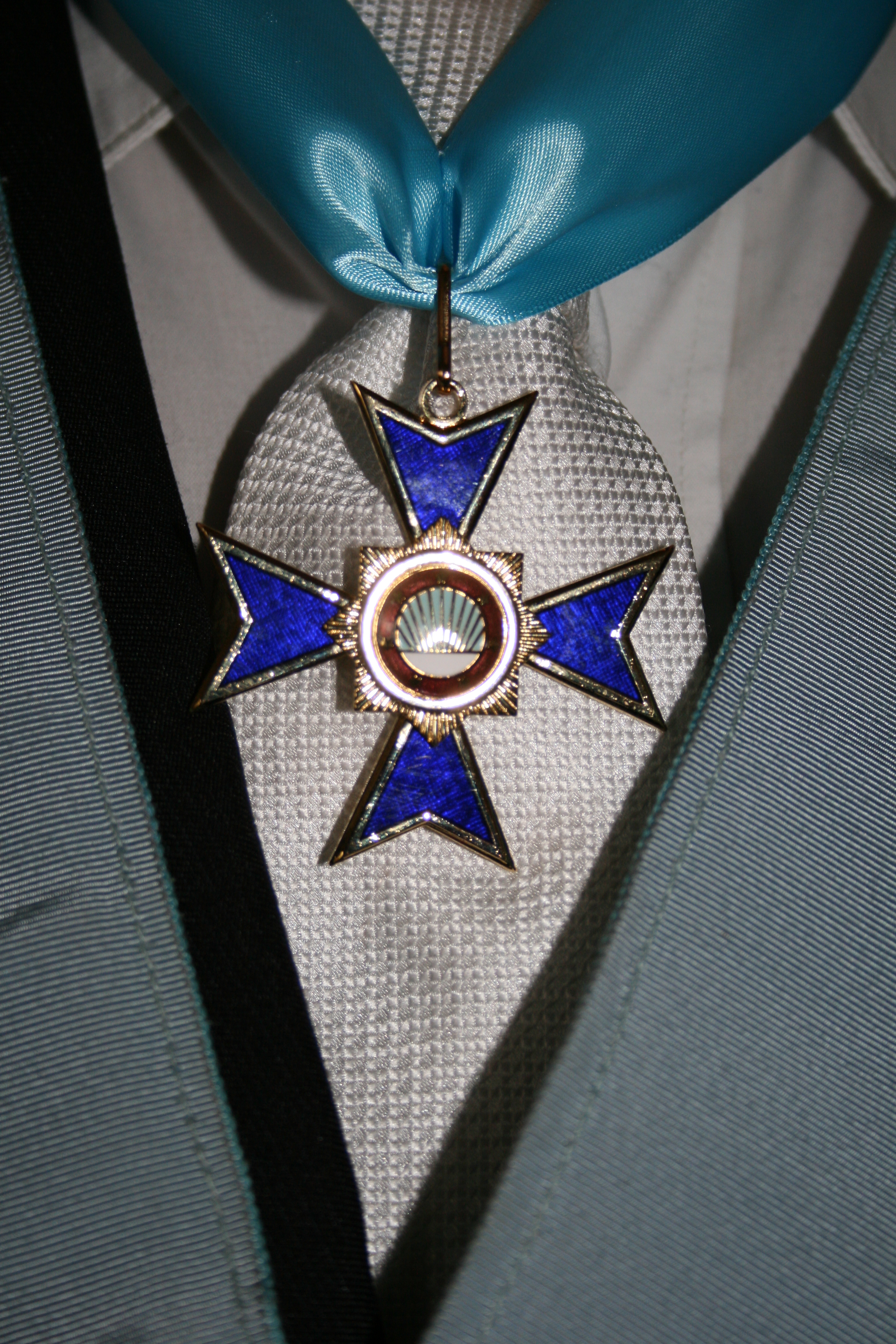
Logenbijou von 2014
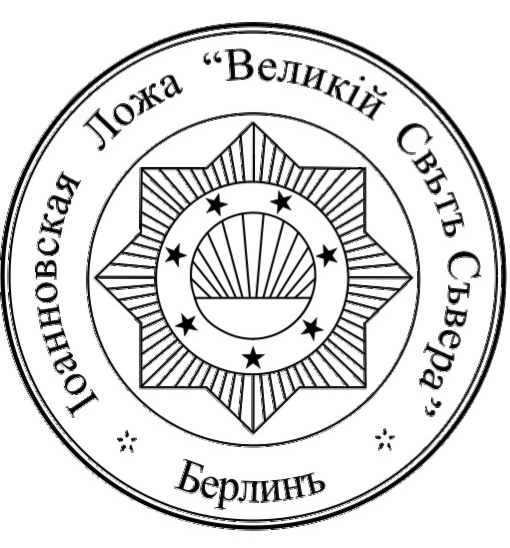
Logensiegel von 1922
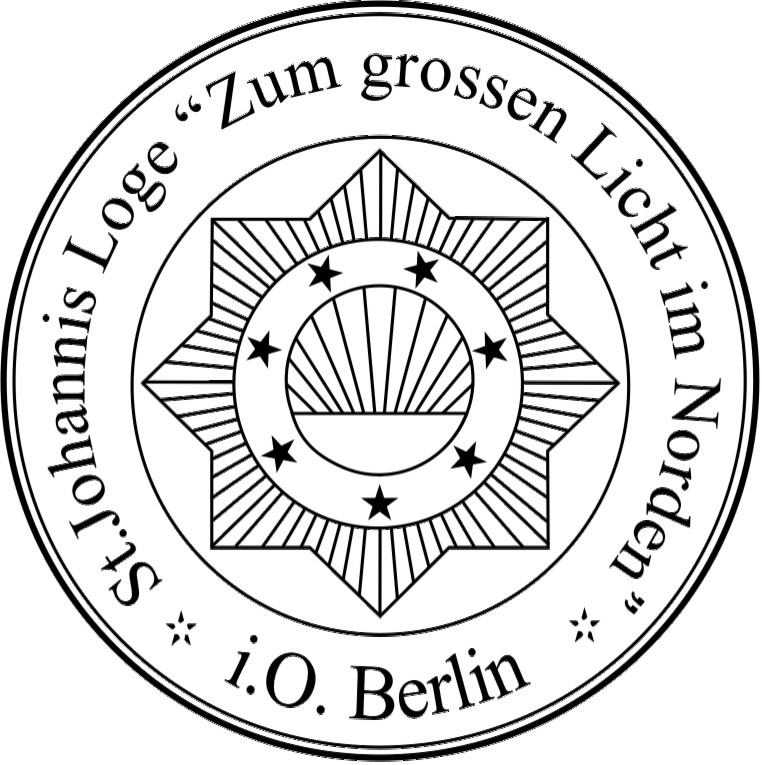
Siegel modern
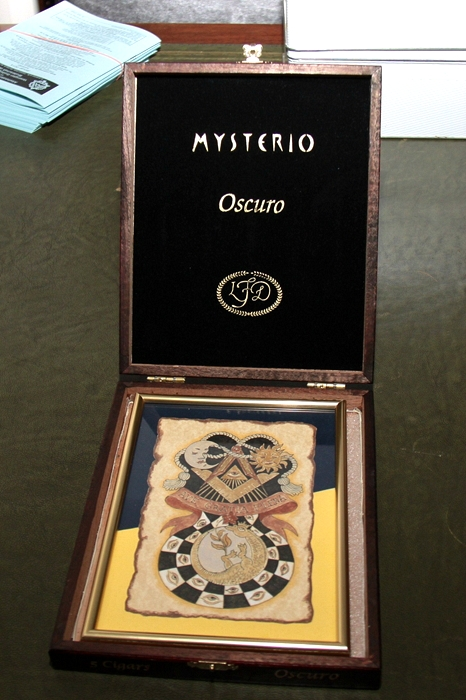
Geschenk aus St. Petersburg
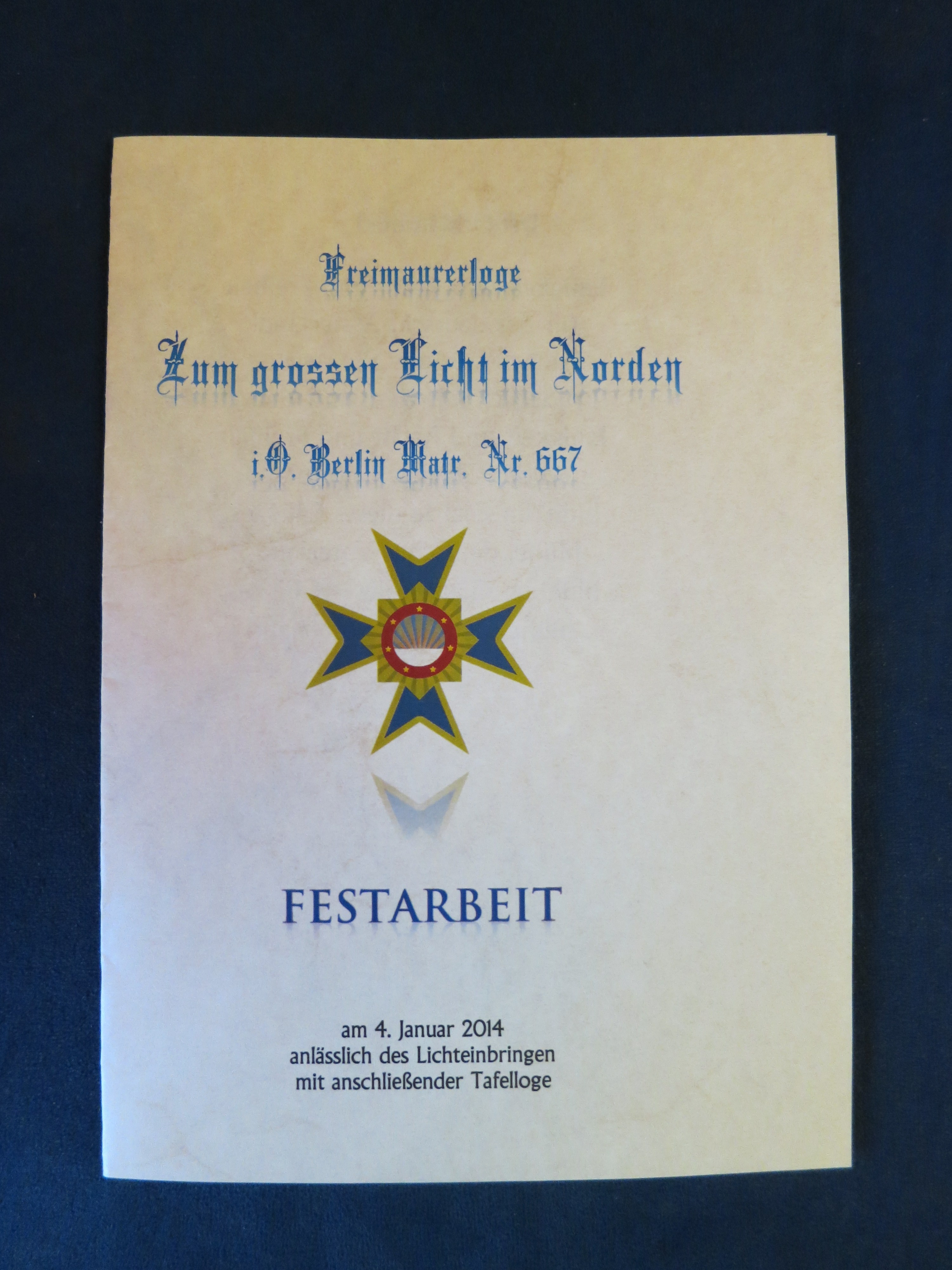
Festaktprospekt
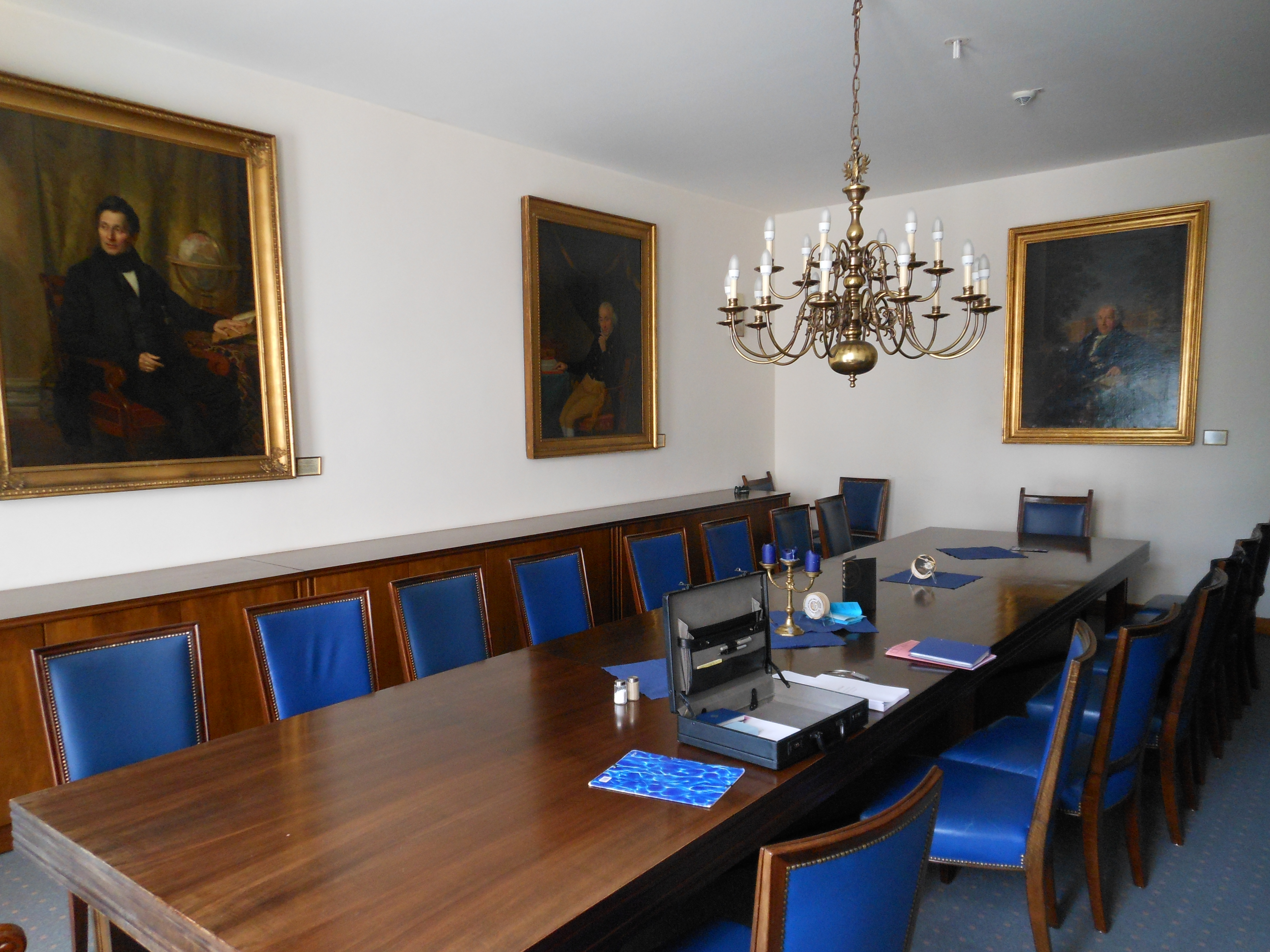
Kleiner Sitzungssaal
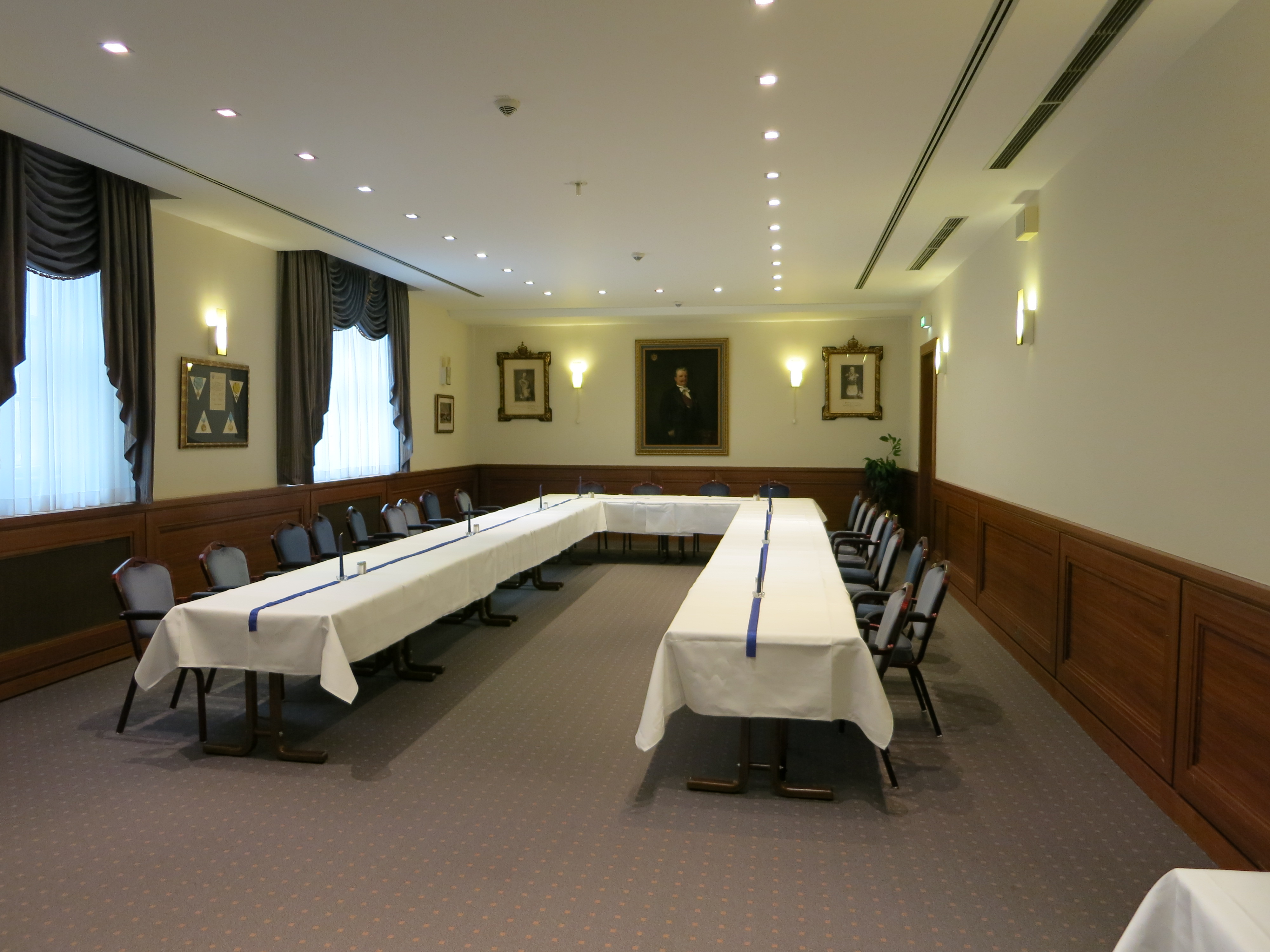
Großer Sitzungssaal